# Burg Grouven
Die Burg Grouven ist eine Burganlage bzw. Gutshof im Elsdorfer Stadtteil Grouven (Römerstraße) im Rhein-Erft-Kreis in Nordrhein-Westfalen.
Die Burg, die vermutlich zum Schutz der großen Römerstraße nach Köln erbaut war, wurde um 1500 erstmals im Besitz des Vogtes zu Bergheim erwähnt. Nach 1600 gelangte die Burg in den Besitz der Familie Wolff. Rütger Wolff (1649–1727) baute sie um 1691 mit seiner Frau Anna Margaretha von Wevorden genannt Drove (1662–1747) neu auf - Gutshof. Über dem Torbogen befindet sich das Allianzwappen der beiden: springender Wolf = Rütger Wolff, springender Hirsch = Wevorden. Nach dem Tod von Anna Margaretha von Wevorden erbte die jüngste Tochter Anna Sibilla Wolff u. a. Burg Grouven mit dazugehörigen Ländereien. Ihr Mann, Wilhelm Schmitz, war Vogt/Richter zu Hemmersbach und Sindorf. Unbekannt ist, ob sie oder ihre Nachfahren die Burg verkauften. Zeitweise war Burg Grouven im Besitz einer Ministerialenfamilie, die sich nach Grouven benannten.
In der Mitte des 19. Jahrhunderts wurde die Burg zu der heute noch erhaltenen viereckigen Backsteinanlage ausgebaut.
Der ortsansässige Gutsbesitzer Josef Hons wurde 1933 in der Burg zum Kreisbauernführer des Kreises Bergheim (Erft) ernannt und war bis 1935 als Beigeordneter im Amt Heppendorf tätig.